# Spider Webb
Spider Webb (8 de outubro de 1910 — 27 de janeiro de 1990) foi um automobilista norte-americano que esteve em seis (quatro quando a prova contava pontos para o campeonato de Fórmula 1 de 1950 até 1960) 500 Milhas de Indianápolis: 1948, 1949, 1950, 1952 e 1953 e 1955 (não se classificou). 